# 糸魚川市立磯部中学校
糸魚川市立磯部中学校（いといがわしりついそべちゅうがっこう）は、新潟県糸魚川市にあった公立の中学校である。通称は「磯中」（いそちゅう）であった。2010年（平成22年）3月31日に糸魚川市立能生中学校に統合された。

## 沿革
- 1947年（昭和22年）
  - 4月1日 - 磯部村立磯部中学校として設立。
  - 5月17日 - 開校式。
- 1949年（昭和24年）9月15日 - 現在地に校舎完成。
- 1954年（昭和29年）10月1日 - 市町村合併により能生町立磯部中学校となる。
- 1955年（昭和30年）6月7日 - 増設校舎落成。
- 1960年（昭和35年）12月16日 - 学校給食開始。
- 1985年（昭和60年）3月30日 - 新校舎・体育館改築完成。
- 1991年（平成3年）1月23日 - コンピュータ導入。
- 1996年（平成8年）10月27日 - 創立50周年式典挙行。
- 2005年（平成17年）3月19日 - 市町村合併により糸魚川市立磯部中学校になる。
- 2010年（平成22年）3月31日 - 糸魚川市立能生中学校に統合され、閉校。

## 特徴
選択科目で数学や理科（ピタゴラ装置制作）などを行っていた。その成果は公式サイトで公開されていた。

## 部活動
- 吹奏楽部
- 女子バレーボール部
- 男子バレーボール部
- 卓球部
- 創作部

## 交通
- えちごトキめき鉄道筒石駅より徒歩約15分

## その他
- 1972年9月23日、長野市へ研修旅行に出掛けた教員14人全員と用務員1人が、戸隠高原のバス事故に巻き込まれて全員が死傷[1]。